# Prosaurolophus
Prosaurolophus („před saurolofem“) byl rod velkého hadrosauridního dinosaura, který žil před asi 75,5 až 71 miliony let (v období svrchní křídy) na území Severní Ameriky (provincie Alberta v Kanadě a stát Montana v USA).

## Popis
Prosaurolophus měl na lebce pouze malý výrůstek, na rozdíl od mnoha jiných hadrosauridů, vybavených výrazným lebečním hřebenem (např. Lambeosaurus). Šlo o středně velkého hadrosaurida s délkou zhruba 8 až 8,5 metru a hmotností kolem 3 tun. Lebka samotná dosahovala délky kolem 0,9 metru. Šlo o typického býložravce, který se dokázal vzpřímit na zadních a dosáhnout tak i na větve ve výšce kolem 4 metrů nad zemí. Dnes rozlišujeme dva druhy tohoto rodu, původní P. maximus a dále P. blackfeetensis, popsaný paleontologem Jackem Hornerem roku 1992. Rozdíly mezi oběma druhy spočívají zejména ve tvaru lebečního hřebínku a v celkových proporcích lebky. Nejbližším příbuzným prosaurolofa jsou zřejmě rody Brachylophosaurus, Gryposaurus, Edmontosaurus a Maiasaura (rod Saurolophus je paradoxně poněkud vzdálenější příbuzný). Parasaurolofové byli zřejmě častou kořistí velkých tyranosauridů, jako byl rod Daspletosaurus nebo Gorgosaurus. Menší predátory v jejich ekosystémech pak představovali zástupci rodu Troodon.

## Lebeční hřeben
Výzkum dobře zachované fosilie mláděte prosaurolofa odhalil, že lebeční hřeben tohoto dinosaura rostl v průběhu ontogeneze velmi pomalu a ani v dospělosti pak nedosahoval výrazné velikosti (na rozdíl od situace u mnoha jiných kachnozobých dinosaurů).